# Оливия из Брешии
Оливия († 463) — святая мученица из Брешии. День памяти — 5 марта.
Святая Оливия (Olivia), или Олива (Oliva) была умучена во времена императора Адриана. Её святые мощи почитают в храме святой Афры в Брешиа.
Согласно агиографической легенде, Оливия была красивой дочерью знатной сицилийской семьи, родившейся около 448 года нашей эры.
Местные агиографы утверждают, что она родилась в районе Лоджия Палермо.
С ранних лет она посвятила себя Господу, отказываясь от почестей и богатства, и любила подавать милостыню бедным.
В 454 году нашей эры Генсерик, король вандалов, завоевал Сицилию и оккупировал Палермо, мученическую смерть приняли многие христиане.
Тогда ей было тринадцать, Оливия начала утешать заключенных и призывать христиан оставаться стойкими в своей вере.
Вандалы были впечатлены силой ее духа, видя, что ничто не может победить ее веру, и поэтому из уважения к ее благородному дому они отправили ее в Тунис, где губернатор попытался преодолеть ее постоянство.
В Тунисе Оливия творила чудеса и начала обращать язычников.
Поэтому правитель приказал отправить ее в уединенное место отшельницей, где обитают дикие животные, надеясь, что звери сожрут ее или она умрет от голода.
Однако вокруг нее мирно жили дикие животные.
Однажды несколько мужчин из Туниса, которые охотились, нашли ее и, впечатленные ее красотой, попытались оскорбить ее; но Оливия обратила их тоже словом Господа, и они крестились.
Чудесным образом исцелив многих больных и страдающих в этом регионе, Оливия обратила многих язычников в христианскую веру.
Когда губернатор услышал об этом, он арестовал ее и заключил в тюрьму в городе, пытаясь заставить ее отступить. Ее били, раздели и погрузили в котел с кипящим маслом, но эти пытки не причинили ей никакого вреда и не заставили ее отказаться от своей веры. Наконец, 5 марта 463 года она была обезглавлена, и ее душа «взлетела в небо в виде голубя»…